# Stimmrechtsbeschwerde
Mit der Stimmrechtsbeschwerde (auch Wahlrechtsbeschwerde) kann in der Schweiz die Verletzung von politischen Rechten bei Wahlen und Abstimmungen beim Bundesgericht gerügt werden (Art. 82 lit. c BGG). Anders als es der Wortlaut von Art. 82 lit c. BGG suggeriert, können nicht nur Beeinträchtigungen des Stimm- und Wahlrechts, sondern aller politischen Rechte im Sinne von Art. 34 BV geltend gemacht werden. Darunter fallen Verletzungen der Wahl- und Abstimmungsfreiheit sowie des Referendums- und Initiativrechts. Die Stimmrechtsbeschwerde erfasst politische Rechte des Bundes, der Kantone, der Gemeinden sowie der Bezirke, aber auch von anderen Körperschaften des öffentlichen Rechts, wie zum Beispiel den Kirchen. Akte des Bundesrates oder der Bundesversammlung (z. B. Ungültigkeitserklärung einer Volksinitiative oder Abstimmungserläuterungen des Bundesrates) können jedoch nicht direkt angefochten werden.
Vor der Justizreform war die Stimmrechtsbeschwerde eine staatsrechtliche Beschwerde, die wegen Verletzung politischer Rechte in der Schweiz ergriffen werden konnte.
Obwohl die Stimmrechtsbeschwerde vergleichsweise selten (im Jahr 2020 45 Fälle vor dem Bundesgericht) Anwendung findet – sowohl im Bund als auch auf Kantonsebene –, erfüllt sie eine wichtige Funktion. Der Rechtsschutz im Bereich der politischen Rechte spielt in einem Rechtsstaat mit überaus ausgeprägten demokratischen Mitwirkungsrechten für alle Bürger eine zentrale Rolle. Nur ein ausgebauter Rechtsschutz mit niederschwelligen und bürgerfreundlichen Verfahrensnormen vermag das Vertrauen in die demokratischen Abläufe zu erhalten respektive zu stärken.

## Anwendungsbereich
Die Stimmrechtsbeschwerde ist eine spezifische Form der Beschwerde in öffentlich-rechtlichen Angelegenheiten. Sie dient dem Schutz der politischen Rechte und umfasst sowohl die kantonale Ebene als auch die Bundesebene. Auf Bundesebene beurteilt das Bundesgericht Beschwerden betreffend die Nationalratswahlen sowie eidgenössischen Volksabstimmungen (Art. 88 Abs. 1 lit. b BGG). Der Beschwerdeweg führt (eine Ausnahme stellen die Verfügungen der Bundeskanzlei dar) von den Kantonen direkt ans Bundesgericht.
Der Wortlaut in Art. 82 lit. c ist zu eng gefasst. Vielmehr schliesst Art. 82 lit. c die Gesamtheit der politischen Rechte ein. Der Anwendungsbereich erstreckt sich auf das aktive und passive Wahlrecht, das Initiativ- und Referendumsrecht und Abstimmungen in Gemeindeversammlungen. Beim Initiativ- und Referendumsrecht sind vor allem deren Ergreifung und Teilnahme an Abstimmungen wichtig. Es ist jedoch nicht möglich, Ungültigkeitserklärungen von Volksinitiativen oder Abstimmungserläuterungen des Bundes an sich anzufechten (Art. 189 Abs. 4 BV). Bei den Abstimmungserläuterungen besteht insofern eine Ausnahme, wenn sie im Rahmen eines Anwendungsfalls überprüft werden (konkrete Normenkontrolle). Wird nach einer Abstimmung ersichtlich, dass eine massive Beeinflussung der Stimmberechtigten vorlag, werden die Erläuterungen in die Beurteilung mit einbezogen.
Im Rahmen der Stimmrechtsbeschwerde können auch Verletzungen von kantonalen politischen Rechten gerügt werden. Das sogenannte konstruktive Referendum existiert zum Beispiel nicht auf Bundesebene. Ein Bürger des Kantons Bern, wo es dieses Referendumsrecht gibt, kann beim Bundesgericht eine Beschwerde einreichen.
Abgesehen von den oben erwähnten Entscheiden können auch Erlasse (Gesetze oder Verordnungen) gerügt werden. Das gilt jedoch nur für kantonale und kommunale Erlasse, da Art. 189 Abs. 4 BV die direkte Anfechtung (abstrakte Normenkontrolle) von Erlassen des Bundesrats und der Bundesversammlung ausschliesst. Kantonale oder kommunale Abstimmungen können durch das Bundesgericht, sofern es angerufen wird, aufgehoben werden, wenn sie die Einheit der Materie verletzen.

## Beschwerdeberechtigte
Beim Bundesgericht können in erster Linie Private eine Verletzung der politischen Rechte geltend machen. Das sind Stimm- und Wahlberechtigte oder solche, die es richtigerweise sein müssten. Ferner auch Ausländer, wenn ihnen nach kantonalem oder kommunalem Recht politische Rechte zustehen. Weiter können sich auch juristische Personen auf Art. 34 BV berufen. Das sind politische Parteien und politische Organisationen (z. B. Initiativkomitees), sofern sie sich als juristische Personen konstituieren, sowie Verbände, welche statutengemäss die Interessen ihrer Mitglieder vertreten.